# Georg Landberg
Johan Georg Landberg, född 3 mars 1897 i Rättviks församling, död där 8 maj 1980, var en svensk historiker och skolman.
Landberg blev filosofie doktor i Uppsala 1925, docent där samma år. Han utgav bland annat De nordiska rikena under Brömsebroförbundet (1925), Fredsorganisation och maktpolitik (1928) samt Riksdagen under den gustavianska tiden (1932). Åren 1937–1963 var Landberg rektor för Fjellstedtska skolan. Han blev teologie hedersdoktor 1955 och  tillades samma år professors namn. Landberg invaldes som ledamot av Kungliga Samfundet för utgivande av handskrifter rörande Skandinaviens historia 1937 och av Kungliga Humanistiska Vetenskapssamfundet i Uppsala 1954. Han blev riddare av Nordstjärneorden 1948 och kommendör av samma orden 1963.

## Tryckta skrifter
- Förteckning över "Tryckta skrifter 1923-1967" i Festskrift till Georg Landberg 1967, s. 43-100.
- "Georg Landbergs tryckta skrifter del II: 1967-1977" förteckning uppgjord av Gunnel Landberg. Tryckt i Tanke och tro. Till Georg Landberg. (Geijersamfundets skriftserie.) 1977, s.203-207.